# Matteo Trefoloni
Matteo Trefoloni (Siena, 1971. március 31.–) olasz nemzetközi labdarúgó-játékvezető. Teljes neve Matteo Simone Trefoloni. Egyéb foglalkozása: egészségügyi technikus.

## Pályafutása

### Nemzeti játékvezetés
1998–2000 között a Serie C, 2000–2010 között a Serie A játékvezetője. 2010. július 3-án befejezte aktív nemzeti játékvezetői tevékenységét. Serie A mérkőzéseinek száma: 127.
| Időpont             | Helyszín              | Mérkőzés típusa       | Mérkőzés          | Eredmény |
| ------------------- | --------------------- | --------------------- | ----------------- | -------- |
| 2001. augusztus 26. | Friuli Stadion, Udine | első Serie A mérkőzés | Udinese–Torino FC | 2 – 2    |

#### Nemzeti kupamérkőzések
Vezetett Kupa-döntők száma: 2.

##### Olasz-kupa
| Időpont          | Helyszín                 | Mérkőzés típusa     | Mérkőzés               | Eredmény | Nézők száma |
| ---------------- | ------------------------ | ------------------- | ---------------------- | -------- | ----------- |
| 2005. június 15. | San Siro Stadion, Milánó | döntő 2. mérkőzés   | Internazionale–AS Roma | 1 – 0    | 72 034      |
| 2006. május 3.   | Olimpiai Stadion, Róma   | döntő első mérkőzés | Roma–Internacional     | 1 – 1    | 64 000      |

### Nemzetközi játékvezetés
Az Olasz labdarúgó-szövetség Játékvezető Bizottsága (JB) 2004-ben terjesztette fel nemzetközi játékvezetőnek, a Nemzetközi Labdarúgó-szövetség (FIFA) bíróinak keretébe. Több nemzetek közötti válogatott és klubmérkőzést vezetett, vagy működő társának 4. bíróként segített. FIFA JB besorolás szerint elit kategóriás bíró. Visszaminősítését megelőzve 2010-ben befejezte aktív nemzetközi játékvezetői tevékenységét. Az olasz nemzetközi játékvezetők rangsorában, a világbajnokság-Európa-bajnokság sorrendjében többedmagával a 12. helyet foglalja el 8 találkozó szolgálatával. Az aktív nemzetközi játékvezetéstől 2010-ben búcsúzott. Válogatott mérkőzéseinek száma: 12.

#### Világbajnokság
A világbajnoki döntőhöz vezető úton Németországba a XVIII., a 2006-os labdarúgó-világbajnokságra valamint Dél-Afrikába a XIX., a 2010-es labdarúgó-világbajnokságra a FIFA JB bíróként alkalmazta. Világbajnokságon vezetett mérkőzéseinek száma:

##### 2006-os labdarúgó-világbajnokság

###### Selejtező mérkőzés
| Időpont           | Helyszín                     | Mérkőzés típusa           | Mérkőzés               | Eredmény | Nézők száma |
| ----------------- | ---------------------------- | ------------------------- | ---------------------- | -------- | ----------- |
| 2005. március 30. | Philips Stadion, Eindhoven   | előselejtező (1. csoport) | Hollandia–Örményország | 2 – 0    | 35 000      |
| 2005. október 12. | Karaiskakis Stadion, Pireusz | előselejtező (2. csoport) | Görögország–Grúzia     | 1 – 0    | 28 186      |

##### 2010-es labdarúgó-világbajnokság

###### Selejtező mérkőzés
| Időpont           | Helyszín                         | Mérkőzés típusa           | Mérkőzés            | Eredmény | Nézők száma |
| ----------------- | -------------------------------- | ------------------------- | ------------------- | -------- | ----------- |
| 2008. október 11. | Feijenoord Stadion, Rotterdam    | előselejtező (9. csoport) | Hollandia–Izland    | 2 – 0    | 37 500      |
| 2009. március 28. | Farul Stadion, Konstanca         | előselejtező (7. csoport) | Románia–Szerbia     | 2 – 3    | 15 000      |
| 2009. október 10. | Baldvin király Stadion, Brüsszel | előselejtező (5. csoport) | Belgium–Törökország | 2 – 0    | 30 131      |

##### Európa-bajnokság
Észak-Írország rendezte a 2005-ös U19-es labdarúgó-Európa-bajnokságot, ahol a FIFA/UEFA JB bíróként foglalkoztatta.
| Időpont          | Helyszín              | Mérkőzés típusa              | Mérkőzés                   | Eredmény |
| ---------------- | --------------------- | ---------------------------- | -------------------------- | -------- |
| 2005. július 8.  | Oval Stadion, Belfast | csoportmérkőzés (B. csoport) | Franciaország–Anglia       | 1 – 1    |
| 2005. július 23. | Oval Stadion, Belfast | csoportmérkőzés (A. csoport) | Németország–Észak-Írország | 2 – 1    |

---
Az európai labdarúgó torna döntőjéhez vezető úton Ausztriába és Svájcba a XIII., a 2008-as labdarúgó-Európa-bajnokságra az UEFA JB játékvezetőként foglalkoztatta.

##### 2008-as labdarúgó-Európa-bajnokság

###### Selejtező mérkőzés
| Időpont             | Helyszín                       | Mérkőzés típusa           | Mérkőzés                         | Eredmény | Nézők száma |
| ------------------- | ------------------------------ | ------------------------- | -------------------------------- | -------- | ----------- |
| 2006. szeptember 2. | Zimbru Stadion, Chișinău       | előselejtező (C. csoport) | Moldova–Görögország              | 0 – 1    | 10 500      |
| 2007. június 6.     | Skonto Stadion, Riga           | előselejtező (F. csoport) | Lettország–Dánia                 | 0 – 2    | 7500        |
| 2007. szeptember 8. | Sóstói Stadion, Székesfehérvár | előselejtező (C. csoport) | Magyarország–Bosznia-Hercegovina | 1 – 0    | 10 877      |

## Sportvezetőként
Aktív pályafutását befejezve az AIA Siena körzetben segítette a játékvezetést. 2011. július 7-től a toszkánai játékvezetők Területi Bizottságában az oktatásért lett felelős. 2012 decemberétől a Kazak labdarúgó-szövetség felkérte a hazai játékvezetők vezetőjének.

## Szakmai sikerek
2002-ben a legfiatalabb, legjobb kezdő játékvezetőként megkapta a Giorgio Bernardi díjat.